# Józef Suda
Józef Suda (ur. 6 sierpnia 1925 w Czarnej, zm. w styczniu 2018) – polski lekarz, działacz katolicki oraz działacz konspiracji niepodległościowej w czasie II wojny światowej, żołnierz Armii Krajowej.

## Życiorys
Pochodził z Podkarpacia. W okresie okupacji niemieckiej w czasie II wojny światowej był żołnierzem Armii Krajowej w okolicach Tarnowa. W 1952 ukończył studia na Akademii Medycznej w Poznaniu (obecnie Uniwersytet Medyczny im. Karola Marcinkowskiego w Poznaniu), po których podjął pracę w kaliskim szpitalu i tam również uzyskał specjalizację w zakresie chorób wewnętrznych. Był wieloletnim lekarzem w Poradni Reumatologicznej i Pracowni EKG oraz Przychodni Rejonowej nr 1 w Kaliszu. W 2001 został awansowany na stopień kapitana WP w stanie spoczynku. Był jednym z założycieli Klubu Inteligencji Katolickiej w Kaliszu, a także członkiem Zarządu Światowego Związku Armii Krajowej i Związku Inwalidów Wojennych.  

## Wybrane odznaczenia
- Krzyż Kawalerski Orderu Odrodzenia Polski
- Krzyż Walecznych,
- Krzyż Armii Krajowej,
- Krzyż Partyzancki,
- Medal Honorowy Przyjaciel Kalisza[1]